# Europäische Geschichte Online
Europäische Geschichte Online (EGO) – serwis internetowy w systemie otwartego dostępu, publikujący artykuły naukowe na temat historii Europy w okresie 1450–1950. Wydawcą EGO jest Leibniz-Institut für Europäische Geschichte w Moguncji (IEG), przy współpracy z Kompetenzzentrum für elektronische Erschließungs- und Publikationsverfahren in den Geisteswissenschaften uniwersytetu w Trewirze oraz z Bawarskiej Biblioteki Państwowej (Bayrische Staatsbibliothek) w Monachium. Do Redakcji EGO należą dyrektorzy IEG oraz 25 europejskich historyków. Projekt jest finansowany ze środków kraju związkowego Nadrenia-Palatynat oraz Deutsche Forschungsgemeinschaft.

## Idea
EGO ukazuje nowożytną historię Europy w sposób interdyscyplinarny, z perspektywy ponadkulturowej i ponadnarodowej. Od artykułów, publikowanych w języku angielskim i niemieckim, prowadzą linki do materiałów powiązanych z nimi tematycznie (obrazów, map, filmów, źródeł zdigitalizowanych, plików muzycznych).
Artykuły są podzielone na 10 wątków tematycznych (threads):
- Teorie i metody: Metodologiczno-teoretyczne podejścia do ponadkulturowej historii Europy;
- Podłoże: Europa jako przestrzeń komunikacyjna – założenia i uwarunkowania;
- Crossroads: Przestrzenie zintensyfikowanej komunikacji;
- Modele i stereotypy: Powstawanie stereotypów w procesach transferu międzykulturowego;
- Europa w drodze: Migranci i podróżujący jako pośrednicy transferu międzykulturowego;
- Media europejskie: Media i wydarzenia medialne;
- Europejskie sieci kontaktów i zależności (networks): Transfer idei, technologii i praktyk w relacjach i kontaktach międzyosobowych;
- Ponadnarodowe ruchy i organizacje: Grupy działające ponad granicami państw – ich programy i struktury;
- Sojusze i wojny: Systemy obronne i proces uczenia się z militarnych zwycięstw i porażek;
- Europa i świat: Powiązania Europy z resztą świata; Europa z perspektywy pozaeuropejskiej.